# سیارک ۱۳۰۰۴
سیارک ۱۳۰۰۴ (به انگلیسی: 13004 Aldaz، نامگذاری:1982RR)۱۳۰۰۴مین سیارک کشف شده‌است که در ۱۵ سپتامبر ۱۹۸۲ کشف شد.